# 新井麻衣
新井 麻衣（あらい まい、1988年11月2日 - ）は、千葉県市原市出身の女子プロゴルファーである。福井工業大学附属福井高等学校卒業。スタンレー電気所属。身長163cm、体重60kg。
7歳でゴルフを始めた。小学校6年生の頃に父の転勤で福井県に転居し、福井高等学校に進学した。
アマチュアとして2007年スタンレーレディスで初日69をマークして首位（最終成績は7位）。
ベストスコアは2009年ダイキンオーキッド2日目の67。

## 成績
- 2003年 中部ジュニアゴルフ選手権 優勝
- 2004年 東海クィーンズ 優勝
- 2004年 北陸女子アマチュア選手権 優勝
- 2005年 中部高等学校選手権 優勝
- 2005年 中国ジュニアオープン 優勝
- 2007年 中部女子アマチュアゴルフ選手権 優勝